# Чернишенко Наталя Іванівна
Чернишенко Наталя Іванівна (нар. 8 липня 1957, м. Помічна, Кіровоградська область, Українська РСР) — українська письменниця, член Національної спілки письменників України.

## Відзнаки
Червень 2010 рік. Лауреат Обласної літературної премії імені Бориса Лавреньова за романи в номінації «Проза»: «Если бы знать, что такое любовь», «Полынь — трава горькая».
Грудень 2019 рік. Лауреат Літературної премії імені Миколи Куліша за роман «На перехресті доріг». 
Серпень 2021 рік. Дипломант Міжнародного літературного конкурсу "Коронація слова" в номінації "Романи" за історичний роман "Наперекір долі".

## Твори
- Семь секретов личного счастья (Херсон ХГТ, 2007)
- В Трускавец за мужем (Херсон ХГТ, 2007)
- Вопреки всему (Херсон ХГТ, 2008)
- Надежда, море и любовь… (Херсон ХГТ, 2008)
- Если бы знать, что такое любовь (Херсон ХГТ, 2008)
- Полынь — трава горькая (Херсон ХГТ, 2009)
- Светская львица (Херсон ХГТ, 2009)
- Зов раненой птицы (Херсон ХГТ, 2010)
- Светлый ангел ночи (Херсон ХГТ, 2011)
- Мечта мотылька (Херсон ХГТ, 2012)
- Согрета дыханием ветра (Херсон ХГТ, 2014)
- Вже осінь стукає у вікна (Херсон Айлант, 2016)
- Тайна убывающей луни (Херсон Айлант, 2017)
- На перехресті доріг (Херсон Айлант, 2018)
- Магія вечірніх казок (Херсон Айлант, 2019)
- И тихо падал снег (Херсон Айлант, 2019)
- Фенікс південного степу (Херсон Айлант, 2019)
- Наперекір долі Фенікс південного степу (Amazon, 2024)
- Наперекір долі Приречений на соловецьку тишу (Amazon, 2024)
- Острів великих сподівань (Amazon, 2024)